# T46 (Paralympics)
T46 und F46 sind Startklassen der paralympischen Sportarten für Sportler in der Leichtathletik. Zugehörigkeiten von Sportlerinnen und Sportlern zu den beiden Startklassen sind wie folgt skizziert:
„Athleten, die eine einseitige Beeinträchtigung der oberen Gliedmaßen haben, die das Schulter- und/oder Ellenbogengelenk eines Arms betrifft, wie z. B. eine einseitige Amputation oberhalb des Ellenbogens. Athleten mit Beeinträchtigungen beider Arme, die Ellenbogen und Handgelenk betreffen, wie z. B. eine beidseitige Amputation durch das Handgelenk/unterhalb des Ellenbogens, werden ebenfalls in dieser Klasse eingestuft.“
Die Klassifizierung gehört zu der Obergruppe von Athletinnen und Athleten die betroffen sind von „Amputation, Fehlbildung von Gliedmaßen, eingeschränkter Muskelkraft oder passiver Gelenkbeweglichkeit“ (T/F42 – T/F46, T47, T/F51 – 54; F55 – 57, T/F61 – T/F64). Sie gehört zur Untergruppe 45–47 für Personen mit Gliedmaßenmangel, eingeschränkter Muskelkraft oder eingeschränktem passiven Bewegungsumfang der oberen Gliedmaße, die stehend ohne Unterstützung starten.
In T46 sind Sportlerinnen und Sportler eingestuft, die eine einseitige Beeinträchtigung der oberen Gliedmaßen haben, die das Schulter- und/oder Ellenbogengelenk eines Arms betrifft und die mit den Aktivitätseinschränkungen beim Laufen und Springen vergleichbar ist, die bei einem Athleten mit einer einseitigen Amputation oberhalb des Ellenbogens zu finden sind. Athleten mit Beeinträchtigungen an beiden Armen, die den Ellenbogen und das Handgelenk betreffen und in etwa mit den Aktivitätseinschränkungen eines Athleten mit beidseitiger Amputation durch das Handgelenk/unterhalb des Ellenbogens an beiden Armen vergleichbar sind, oder ein Athlet mit einer Amputation oberhalb des Ellenbogens und einer Amputation unterhalb des Ellenbogens werden ebenfalls in diese Klasse eingestuft.
In F46 sind Sportlerinnen und Sportler mit einer einseitigen Beeinträchtigung der oberen Gliedmaßen eingestuft, die in etwa mit den Aktivitätseinschränkungen vergleichbar sind, die ein Athlet mit einer einseitigen Amputation eines Arms durch oder oberhalb des Handgelenks und eines intakten Arms erfährt. Athleten mit beidseitigen Beeinträchtigungen der oberen Gliedmaßen, bei denen ein Arm die einseitigen Kriterien erfüllt und der andere betroffene Arm nicht die oben genannten beidseitigen Kriterien erfüllt, treten ebenfalls in dieser Klasse an.
Gestartet wird:
- stehend
- ohne Unterstützung (Prothese/n)

Es gilt: je niedriger die Nummer, desto höher der Grad der Einschränkung. In den technischen Disziplinen sind die Wettkampfklassen der Rollstuhl-Athleten stärker differenziert als in den Rennklassen.
Zu beachten: Die Klassifizierungen und Startklassen wurden in den letzten Jahren weiter ausdifferenziert, wobei jedoch der gleiche Klassifizierungscode andere Kriterien enthalten kann. Deshalb zum Vergleich die ältere Version:„Oberarmamputierte, Unterarmverlust und diesen Einschränkungen Gleichgestellte (z. B. normale Beinfunktionen mit einem Körperschaden am Rumpf und/oder den Armen).“